# Isegran fort
Isegran fort er et fort beliggende på øen Isegran i Fredrikstad. Fortet omtales første gang i 1287 i islændingen Gottskalks annaler.
Isegran stikker ud fra Kråkerøys østside og deler Glommas udløb i to, Østerelva og Vesterelva. Jarlen af Borgarsyssel, Alv Erlingsson, havde i slutningen af 1200-tallet en lille fæstning her, der var bygget i træ og sten. Tømmerborgen blev ødelagt i 1287 af kongens hær.
I dag er der ingen synlige spor af Alv Erlingssons fæstning, men resterne af skansen blev udbygget og blev efter Fredrikstads etablering i 1567 en del af byens forsvarsværker. Tårnet på Isegran blev opført mellem 1674-1742, og senere restaureret. I 1670'erne blev Isegran forstærket, og under den store nordiske krig brugte admiral Peter Wessel Tordenskjold det som en vigtig base. Isegran var frem til 1680 også landets eneste orlogshavn. På Isegran står øvrigt Fredrikstads ældste træbygning, det over 300 år gamle "Empirehuset".
Oprindelsen af navnet Isegran er uklar, men det kan være en forvanskning eller afledning af Île Grand, fransk for den store ø.